# Palmera d'oli
Les palmeres d'oli (Elaeis) són un gènere de plantes amb flor de la família de les arecàcies (Arecaceae).

## Característiques
El gènere comprèn dues o tres espècies de palmeres Antigament les tres espècies es consideraven com una única espècie, després com de tres gèneres diferents. Aquestes espècies s'han fet servir en l'agricultura comercial per a la producció d'oli de palma. La palmera d'oli africana o Palmera d'oli de Guinea Elaeis guineensis és originària de l'oest de l'Àfrica, entre Angola i Gàmbia, mentre que les palmeres d'oli americanes Elaeis oleifera i Elaeis odora són originàries d'Amèrica central i Amèrica del sud, en la zona tropical. El nom del gènere deriva de la paraula grega per a designar l'oli, elaion.

## Descripció
Les palmeres adultes arriben a fer 20 m d'alt. Les fulles són pinnades i fan fins a 5 m de llarg. Les flors es formen en grups densos amb flors menudes amb tres sèpals, tres pètals i 6 estams. El fruit triga de 5 a 6 mesos en madurar, es compon d'un pericarp oliós amb una sola llavor també rica en oli. Es propaga únicament per llavors, no pas vegetativament.

## Conreu

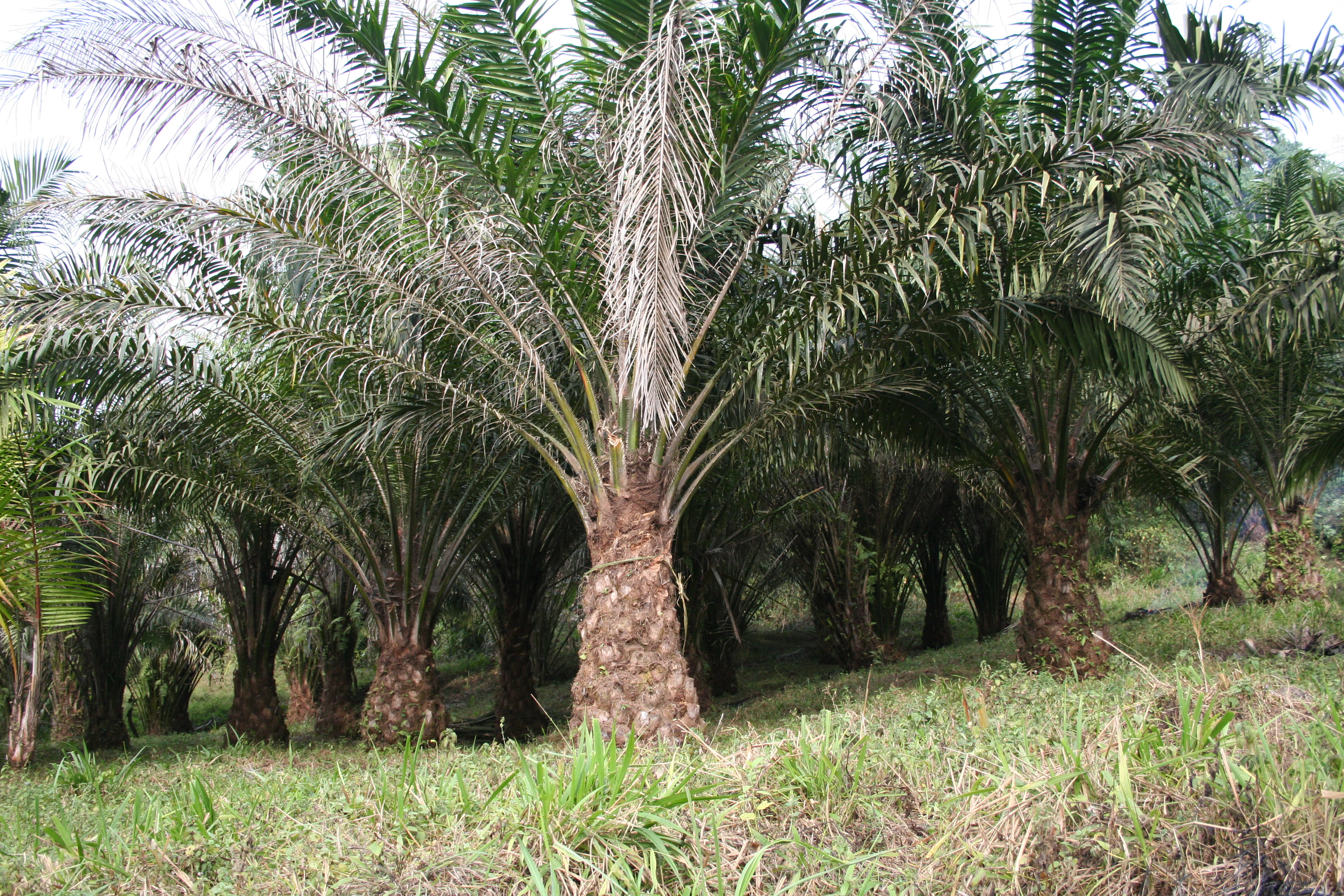
Elaeis guineensis

Els fruits pesen fins a 50 kg, un cop collits se'n fa sabó i oli comestible, se n'obtenen diversos graus de qualitat.

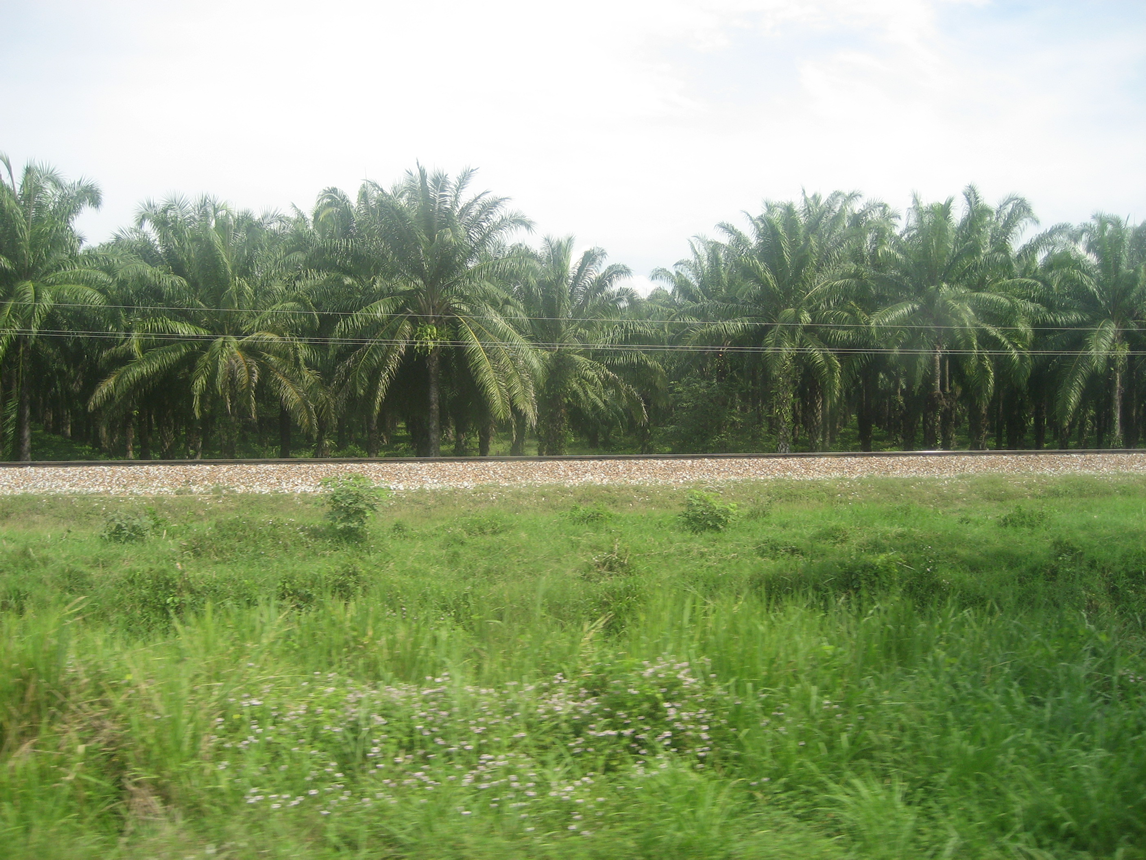
Plantació de palmeres d'oli a Aracataca, Colòmbia.

Hi ha evidències que els antics egipcis ja en practicaven el conreu. La producció per hectàrea és d'unes 10 tones de fruits que rendeixen uns 3.000 kg d'oli del pericarpi i uns 750 kg d'oli de les llavors. Les fulles de la palmera s'aprofiten com a farratge. Algunes varietats molt productives es poden fer servir per obtenir biocombustible.

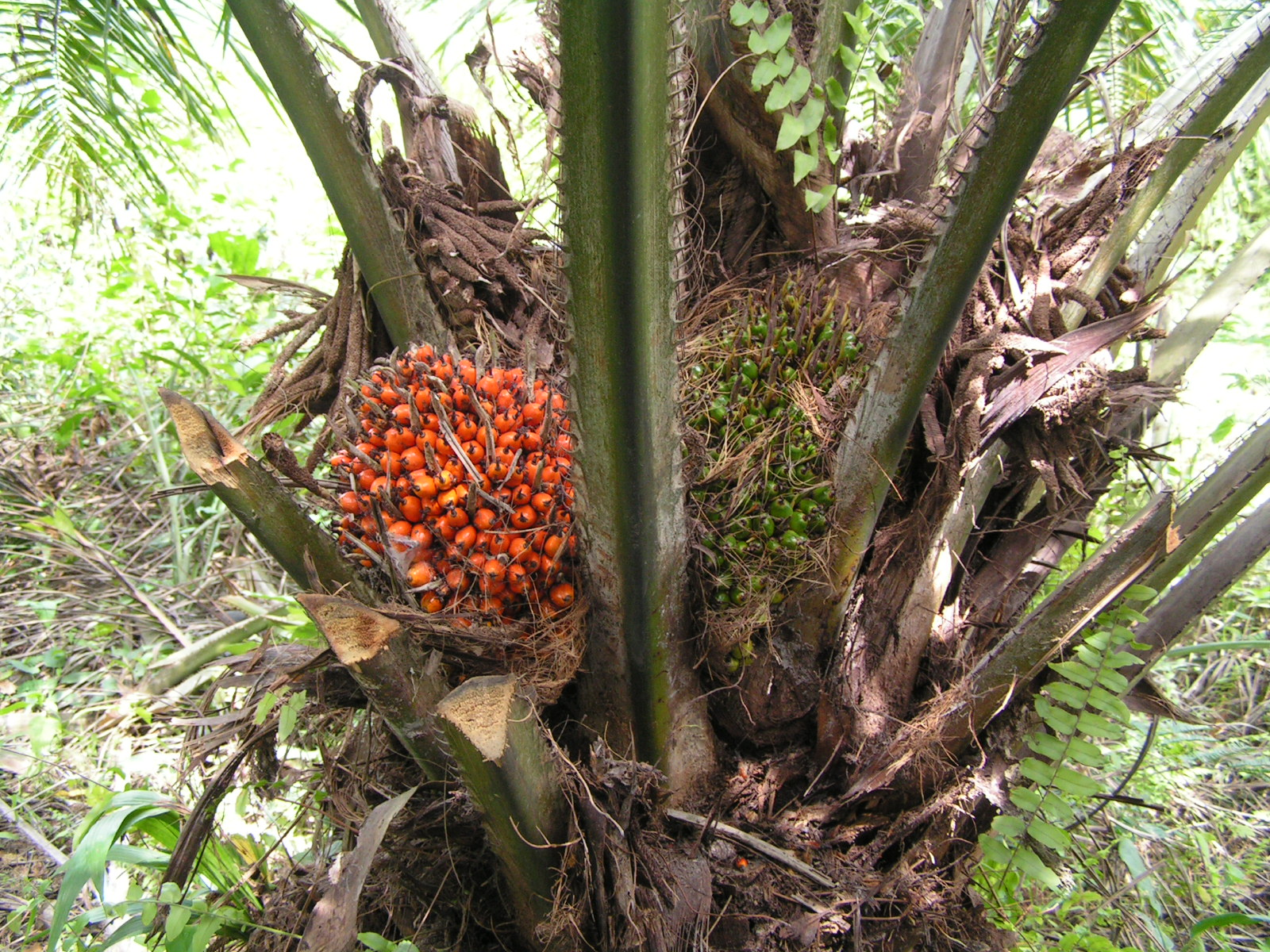
Fruit de la palmera d'oli

A Malàisia, on la palmera d'oli va ser introduïda a principi del segle xx, actualment hi ha més de 20.000 km² de plantacions (dos milions d'hectàrees).
En ser una espècie pròpia de la selva plujosa les plantacions sovint reemplacen els boscos originals i comprometen la biodiversitat. D'altra banda l'oli de palma és l'oli més utilitzat en països tropicals i un gran article d'exportació i de desenvolupament econòmic.